# Translation (album)
Translation – ósmy studyjny album amerykańskiej grupy muzycznej The Black Eyed Peas. Wydawnictwo ukazało się 19 czerwca 2020 roku nakładem wytwórni muzycznych Will.i.am Music Group oraz Epic Records. Pierwszym singlem promującym wydawnictwo został wydany 11 października 2019 roku utwór „Ritmo (Bad Boys for Life)”, który znalazł się również na ścieżce dźwiękowej do filmu Bad Boys for Life. W utworze wykorzystano sample z singla „The Rhythm of the Night” włoskiej grupy Corona. Duża część albumu powstała z gościnnym udziałem artystów należących do latynoskiej sceny pop, w tym J Balvina, Malumy, Nicky Jam i Shakiry. Utwory zostały nagrane w trzech językach hiszpańskim, angielskim oraz tagalskim.
Nagrania w Polsce uzyskały certyfikat platynowej płyty.

## Lista utworów
| Nr  | Tytuł utworu                                 | Autorzy | Długość |
| --- | -------------------------------------------- | --- | ------- |
| 1.  | „Ritmo (Bad Boys for Life)” (feat. J Balvin) | William Adams, Allan Pineda, Keith Harris, Jose Alvaro Osorio Balvin, Francesco Bontempi, Michale Gaffey, Peter Glenister, Annerley Gordon, Giorgio Spagner                                           | 3:34    |
| 2.  | „Feel the Beat” (feat. Maluma)               | William Adams, Yonatan Goldstein, Allan Pineda, Jimmy Luis Gomez, Juan Luis Londoño Arias, High L Clarke, Paul Anthony Thomas, Curtis T. Bedeau, Gerard R. Charles, Brian P. George, Lucien J. George | 3:57    |
| 3.  | „Mamacita” (feat. Ozuna i J. Rey Soul)       | William Adams, Yonatan Goldstein, Juan Carlos Ozuna Rosado, Allan Pineda, Jimmy Luis Gomez, Madonna Ciccone, Bruce Gaitsch, Susan Leonard, Patrick Leonard                                            | 4:11    |
| 4.  | „Girl Like Me” (feat. Shakira)               | William Adams, Yonatan Goldstein, Allan Pineda, Jimmy Luis Gomez, Shakira, Brendan Buckley, Albert Menendez, Tim Mitchell                                                                             | 3:42    |
| 5.  | „Vida Loca” (feat. Nicky Jam i Tyga)         | William Adams, Allan Pineda, Jimmy Luis Gomez, Michael Ray Stevenson, Nick Rivera Caminero, James Johnson, Alonzo Miller, Kirk Burrell                                                                | 3:54    |
| 6.  | „No Mañana” (feat. El Alfa)                  | William Adams, Allan Pineda, Jimmy Luis Gomez, Emmanuel Herrera Batista | 3:41    |
| 7.  | „Tonta Love” (feat. J. Rey Soul)             | William Adams, Yonatan Goldstein | 3:50    |
| 8.  | „Celebrate”                                  | William Adams, Yonatan Golstein, Allan Pineda, Jimmy Luis Gomez | 3:39    |
| 9.  | „Todo Bueno” (feat. Piso 21)                 | William Adams, Yonatan Goldstein, Allan Pineda, Jimmy Luis Gomez, David Escobar Gallego, Pablo Mejia Bermudez, Juan David Huertas Clavijo, David Lorduy Hernandez, Alejandro Patiño                   | 3:50    |
| 10. | „Duro Hard” (feat. Becky G)                  | William Adams, Reynard Bargmann, Rebbeca Marie Gomez, Jimmy Luis Gomez, Yonatan Goldstein, Damien Leroy, Papatinho                                                                                    | 3:25    |
| 11. | „Mabuti” (feat. French Montana)              | William Adams, Yonatan Goldstein, Allan Pineda, Karim Kharbouch, Simon Carter, Walter Carter, David Ferguson, William Hull, Curtis Reynolds, Keith Samuels, Brian Sherrer                             | 4:16    |
| 12. | „I Woke Up”                                  | William Adams, Allan Pineda, Jimmy Luis Gomez, Tarik Johnston | 3:30    |
| 13. | „Get Loose Now”                              | William Adams, Yonatan Goldstein | 2:27    |
| 14. | „Action”                                     | William Adams, Allan Pineda, Jimmy Luis Gomez, William Grigahcine | 4:12    |
| 15. | „News Today”                                 | William Adams, Yonatan Goldstein, Allan Pineda, Jimmy Luis Gomez, Benjamin Mor | 4:16    |
|     |                                              | | 56:24   |

## Notowania
| Lista przebojów (2020)              | Najwyższa pozycja |
| ----------------------------------- | ----------------- |
| Austria (Ö3 Austria Top 40)         | 45                |
| Belgia (Ultratop Flandria)          | 43                |
| Belgia (Ultratop Walonia)           | 37                |
| Finlandia (Suomen virallinen lista) | 13                |
| Francja (SNEP)                      | 13                |
| Holandia (MegaCharts)               | 18                |
| Kanada (Billboard Canadian Albums)  | 8                 |
| Niemcy (Media Control Charts)       | 57                |
| Norwegia (VG-lista)                 | 38                |
| Portugalia (AFP)                    | 33                |
| Stany Zjednoczone (Billboard 200)   | 52                |
| Szwajcaria (Alben Top 100)          | 11                |
| Szwecja (Sverigetopplistan)         | 42                |
| Włochy (FIMI)                       | 8                 |